# ماركوس فلوريس (لاعب كرة قدم)
ماركوس فلوريس (بالإنجليزية: Charly Flores)‏ (30 يوليو 1997 بهيوستن في الولايات المتحدة - ) هو لاعب كرة قدم أمريكي في مركز الهجوم. لعب مع Rio Grande Valley FC Toros ‏.

## وصلات خارجية
- ماركوس فلوريس (لاعب كرة قدم) على موقع قاعدة بيانات كرة القدم.إي يو (الإنجليزية)